# اوتسو، شیگا
اوتسو شهری است در کشور ژاپن. این شهر مرکز استان شیگا است و در جزیره هونشو قرار گرفته‌است.
جمعیت این شهر در سال ۲۰۰۳ میلادی برابر ۳۲۴۰۰۰ نفر برآورد شده‌است.

## خواهر خوانده
اینترلاکن